# Cratere Fowler
Fowler è un grande cratere lunare di 139,52 km situato nella parte nord-orientale della faccia nascosta della Luna, a sud-sudest del cratere Esnault-Pelterie e a nord del cratere Gadomski. Il cratere Von Zeipel si sovrappone al bordo orientale ed occupa una parte del fondo interno.
Il bordo esterno del cratere è ormai eroso a causa di impatti successivi, ed è divenuto poco più di un lieve pendio che porta alla depressione interna. Parecchi crateri più piccoli si trovano lungo il bordo e sulle pareti interne. Un impatto lungo l'orlo nordest, poco più a nord di Von Zeipel, ha un'albedo relativamente alta, ed è circondato da materiali luminosi. Questo indica che l'impatto è piuttosto recente, visto che la superficie non ha avuto il tempo di scurirsi per gli sbalzi climatici dello spazio aperto.
La parte orientale del fondo interno è in parte coperta dai piroclasti emessi dalla formazione di Von Zeipel. Il fondo meridionale è contraddistinto da un arco di piccoli impatti. Il fondo settentrionale è più livellato e punteggiato solo da pochi crateri minori.
Il cratere è dedicato agli astronomi britannici Alfred e Ralph Fowler.

## Crateri correlati
Alcuni crateri minori situati in prossimità di Fowler sono convenzionalmente identificati, sulle mappe lunari, attraverso una lettera associata al nome.
| Fowler | Coordinate             | Diametro (in km) |
| ------ | ---------------------- | ---------------- |
| A      | 46°07′12″N 145°03′36″W | 54,51            |
| C      | 44°46′48″N 142°06′00″W | 35,05            |
| N      | 39°48′36″N 146°34′12″W | 37,76            |
| R      | 41°47′24″N 150°27′00″W | 17,41            |
| W      | 45°38′24″N 150°34′48″W | 36,61            |